# Buenavista (estación Ferrocarril Suburbano de la Zona Metropolitana del Valle de México)
Buenavista es una de las estaciones que forman parte del Ferrocarril Suburbano de la Zona Metropolitana del Valle de México, es la terminal sur. Desde junio de 2008, la estación sirve como terminal del Ferrocarril Suburbano de la Zona Metropolitana del Valle de México, Sobre la estación a nivel del suelo y las vías se encuentra uno de los centros comerciales más grandes de la ciudad, Forum Buenavista. Se ubica en la alcaldía Cuauhtémoc.

## Historia
Originalmente, la estación era propiedad de Ferrocarriles Nacionales de México (N de M), pero luego de la privatización de la empresa, la estación fue cerrada. Ferrocarriles Suburbanos adquirió la estación y fue remodelada a partir de 2007 en preparación para el lanzamiento del servicio de trenes suburbanos a Cuautitlán en el Estado de México.
En 2012, se inauguró un gran centro comercial cerrado de tres pisos sobre la estación y las vías a nivel del suelo, Forum Buenavista, anclado por un multicine Cinépolis y un Sears.

## Información general
El nombre de la estación proviene de una colonia llamada Buenavista. El ícono representa la vista frontal de un EMU Buenavista-Cuautitlán

## Conectividad

### Conexiones
Existen conexiones con las estaciones y paradas de diversos sistemas de transporte:
- La estación cuenta con un CETRAM.
- La estación se localiza junto a la estación Buenavista de la línea B del Metro de la Ciudad de México.
- La estación se localiza junto a la estación homónima de las líneas 1, 3 y 4 del Metrobús.

## Sitios de interés
- Biblioteca Vasconcelos
- Museo Universitario del Chopo